# 萬世緯
萬世緯（1650年5月10日—？年），號襄文，四川富順縣人，習《禮記》，康熙八年己酉科四川鄉試中式舉人，康熙九年庚戌科會試中式進士，歷任禮縣知縣、獨山州知州。